# Вегетациона купа
Вегетациона купа је назив за вршне делове (apex) стабла и корена копнених биљака, у којима се налазе апикална меристемска ткива (апикални меристем). Апикални меристем је изграђен из тотипотентних иницијалних ћелија. Деобама ових ћелија настају прекурзори свих будућих ћелија изданка и корена. 

## Вегетациона купа стабла
Код већине маховинастих биљака и папратњача у апикалном меристему стабла постоји само једна иницијална ћелија, или њихов релативно мали број. Деобама ове ћелије (ових ћелија) у неколико праваца на врху преостаје тотипотентна (будућа иницијална) ћелија, а доле се одвајају ћелије прекурзори ткива. Њиховим деобама, издуживањем и диференцијацијом настају стабло, листови и репродуктивне структуре.
Код биљака са семеном, апикални меристем је изграђен од великог броја иницијалних ћелија и њихових кћерки-ћелија. Оне су распоређене по површини вегетационе купе (тзв. туника), али и у дубљим слојевима ткива (тзв. корпус). Код већине биљака са семеном апикални меристем има туника-корпус грађу.

### Деривати тунике и корпуса
Туника је изграђена из једног (нпр. код пшенице) или више слојева ћелија (L1 и L2 на слици, нпр. из два слоја код јоргована, из четири слоја код бадема). Ћелије тунике се деле управно на површину тела и тиме повећавају површину вегетационе купе. Туника, или њен површински слој ако је вишеслојна, деобама даје меристемско ткиво протодерма, које се диференцира у епидермис. Унутрашњи слојеви тунике након неколико деоба формирају иницијални меристемски прстен.
Из иницијалног прстена настаће перицикл и прокамбијум ка унутрашњости (корпусу) и основни меристем ка периферији. Перицикл деобама даје примарна механичка ткива (склеренхим и коленхим), прокамбијум даје проводна ткива и сржне зраке, а основни меристем гради ткива примарне коре.
Корпус је изграђен из средишње групе ћелија, окружених туником, које се деле у свим правцима. Доњи део корпуса даје паренхимске ћелије сржи, док ћелије изнад њега заједно са ћелијама тунике формирају резервни меристем (из њега се развијају репродуктивне структуре - цветови).
На узастопним попречним пресецима стабла у нивоу вегетационе купе, од спољашњости ка унутрашњости могу се разликовати:
1. туника - корпус
2. протодерм - унутрашњи слојеви тунике - резервни меристем
3. протодерм - иницијални прстен - доњи делови корпуса
4. протодерм - основни меристем - прокамбијум - перицикл - срж